# 2019 na Grécia
Eventos do ano de 2019 na Grécia.

## Incumbentes
- Presidente: Prokopis Pavlopoulos
- Primeiro-Ministro: Kyriakos Mitsotakis

## Eventos
- 13 de janeiro - O ministro da Defesa da Grécia, Panos Kammenos, e seu partido gregos independentes deixaram a coalizão governante da Grécia, devido a um acordo sobre a dispute sobre o nome da Macedônia. Possivelmente deixando a coalizão governante sem uma maioria viável no parlamento.[1]